# Jon Hazilla
Jon Hazilla (* 1956) ist ein US-amerikanischer Jazz-Schlagzeuger und Hochschullehrer.

## Leben und Wirken
Hazilla studierte bei Max Roach, Joe Morello und John Riley; er wirkte 1986 an Ran Blakes Album Short Life of Barbara Monk (Soul Note) mit. Ende der 1980er Jahre spielte er als Sessionmusiker für Cadence Jazz Records und 1987 in der Formation Cadence All Stars mit Ernie Krivda, Glenn Wilson, Rory Stewart u. a. 1987 entstand auch ein erstes Album Chicplacity, mit Ray Drummond und John Hicks; 1994 das Album The Bitten Moon für Cadence, an dem James Williams und Ray Drummond mitwirkten. Mitte der 1990er Jahre gründete Hazilla die Formation Saxabone mit dem Posaunisten John Pierce, Altsaxophonisten Jim Oldgren, Tenorsaxophonisten Greg Badolato und dem Bassisten Bruce Barth; 1997 entstand auf CIMP das gemeinsame Album Form and Function. Er tritt in Boston mit einem eigenen Trio und verschiedenen Formationen auf.
Hazilla ist seit 1987 Hochschullehrer am Berklee College of Music; er veröffentlichte u. a. die DVD Brush Control Drums – The Key to Mastering Brushes, ein Lehrbuch zu diesem Thema und das Buch Rhythmic Reflections on Creative Teaching (2013).

## Diskographische Hinweise
- Chicplacity (1987) mit Ray Drummond und John Hicks
- The Bitten Moon (Cadence, 1994)
- C.J.Q. (1997) mit Tom Varner und Bill Pierce
- Form and Function (CIMP, 1997)
- Tiny Capers (Double-Time, 2000)